# 日本航空792號班機事故
日本航空792號班機（JAL792，JL792）由上海虹橋機場飛往東京成田機場，一架DC-8-61執行該班機於1982年9月17日在虹橋機場起飛后發生液壓故障，在返航虹橋機場時衝出跑道致使飛機受損，27人受傷但無人死亡。

## 事故經過

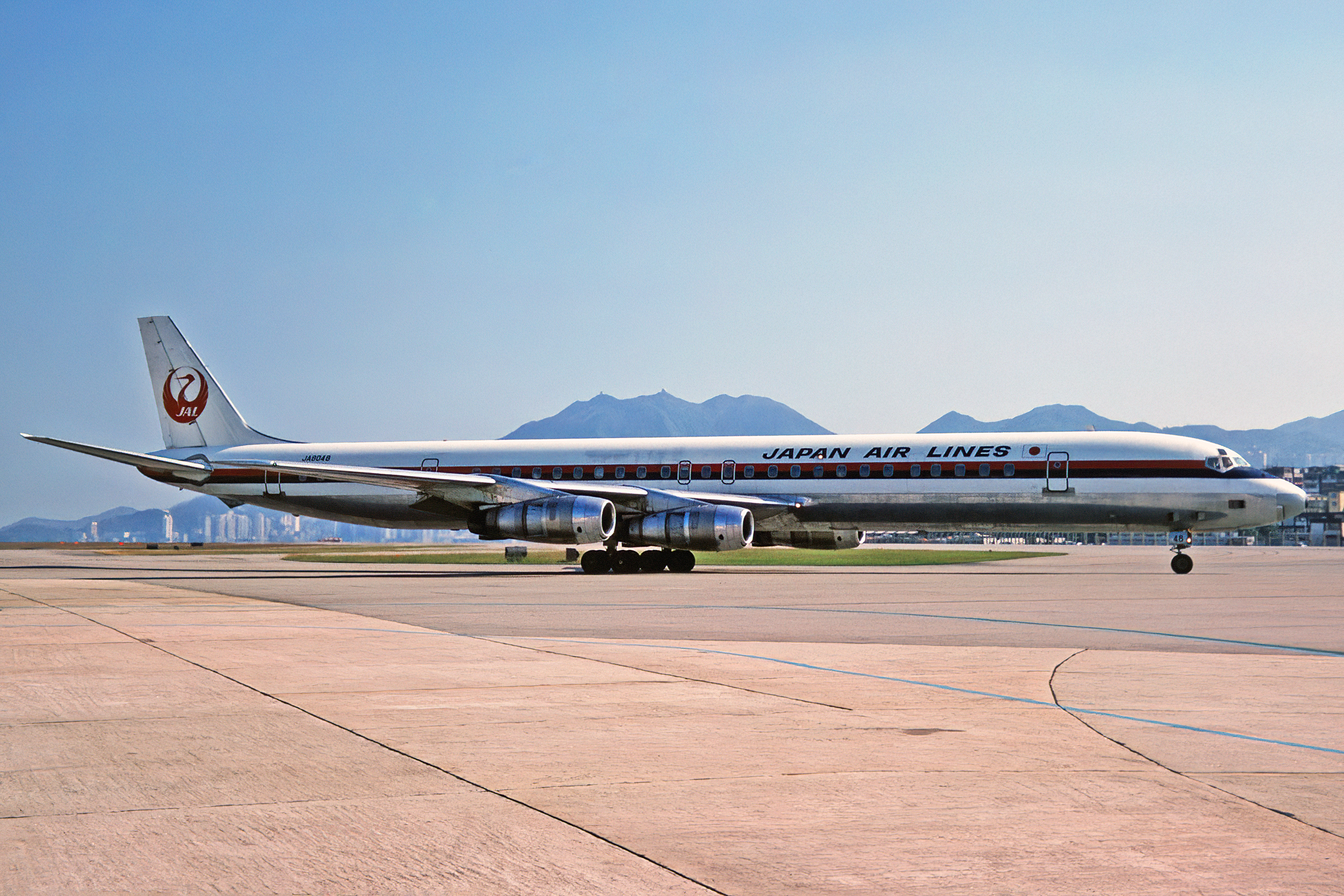
事发前的JA8048，1981年摄于启德机场

1982年9月17日13時57分，JL792號班機從虹橋機場起飛。起飛后9分鐘，飛機底部發出異響，隨即發出低液壓報警，飛機襟翼和緊急制動系統也發生故障，機師決定返航虹橋機場。但由於降落時速度過快，機師無法控制飛機的制動，飛機衝出跑道，衝破機場鐵絲網，機頭和發動機撞毀，起落架陷入護場溝，機上124人中27人受傷。
此事的起因是這架DC-8機載的緊急剎車高壓氣瓶內壁產生裂紋，從而爆炸，左側機翼被打出一個直徑100毫米的洞，液壓系統管件被氣瓶碎片擊損。

## 事後
事故發生1天後，日本運輸省下令日本航空檢查其DC-8機隊。隨後又於21日予以現場查驗，並命令日航對機隊進行X光檢測。日航檢查了24架飛機（含日本亞細亞航空的機隊），並於30日發布報告稱未在機隊中發現任何隱患。
這架製造於1971年的DC-8此後宣告退役，1986年被運往位於閔行區的上海航宇科普中心，以供科普宣傳之用。隨後的20年中，這架飛機被大規模修復，但已撤下日本航空的塗裝。
JL792這一航班號現已不再用於上海至東京的航班，而是改用於大阪關西國際機場飛往檀香山國際機場的航班，由波音777-200ER執飛。由上海浦東飛往東京成田的原JL792航班於2010年更改班號為JL876，現時執飛的機型為波音787-8。